# Frank Luck
Frank Luck (Esmalcalda, 5 de diciembre de 1967) es un deportista alemán que compitió en biatlón.
Participó en cuatro Juegos Olímpicos de Invierno, entre los años 1988 y 2002, obteniendo en total cinco medallas: oro y plata en Lillehammer 1994, oro en Nagano 1998 y dos platas en Salt Lake City 2002.
Ganó veinte medallas en el Campeonato Mundial de Biatlón entre los años 1989 y 2004.

## Palmarés internacional
| Representando a la RDA   |                                 |                   |             |
| Campeonato Mundial       |                                 |                   |             |
| Año                      | Lugar                           | Medalla           | Prueba      |
| 1989                     | Feistritz (Austria)             | Medalla de oro    | Velocidad   |
| 1989                     | Feistritz (Austria)             | Medalla de oro    | Relevo      |
| 1990                     | Oslo (Noruega)                  | Medalla de oro    | Equipo      |
| 1990                     | Oslo (Noruega)                  | Medalla de bronce | Relevo      |
| Representando a Alemania |                                 |                   |             |
| Juegos Olímpicos         |                                 |                   |             |
| Año                      | Lugar                           | Medalla           | Prueba      |
| 1994                     | Lillehammer (Noruega)           | Medalla de oro    | Relevo      |
| 1994                     | Lillehammer (Noruega)           | Medalla de plata  | Individual  |
| 1998                     | Nagano (Japón)                  | Medalla de oro    | Relevo      |
| 2002                     | Salt Lake City (Estados Unidos) | Medalla de plata  | Individual  |
| 2002                     | Salt Lake City (Estados Unidos) | Medalla de plata  | Relevo      |
| Campeonato Mundial       |                                 |                   |             |
| Año                      | Lugar                           | Medalla           | Prueba      |
| 1991                     | Lahti (Finlandia)               | Medalla de oro    | Relevo      |
| 1991                     | Lahti (Finlandia)               | Medalla de plata  | Velocidad   |
| 1993                     | Borovets (Bulgaria)             | Medalla de oro    | Equipo      |
| 1993                     | Borovets (Bulgaria)             | Medalla de bronce | Relevo      |
| 1995                     | Antholz (Italia)                | Medalla de oro    | Relevo      |
| 1996                     | Ruhpolding (Alemania)           | Medalla de plata  | Relevo      |
| 1997                     | Osrblie (Eslovaquia)            | Medalla de oro    | Relevo      |
| 1997                     | Osrblie (Eslovaquia)            | Medalla de plata  | Equipo      |
| 1998                     | Hochfilzen (Austria)            | Medalla de plata  | Equipo      |
| 1999                     | Kontiolahti (Finlandia)         | Medalla de oro    | Velocidad   |
| 1999                     | Kontiolahti (Finlandia)         | Medalla de plata  | Persecución |
| 2000                     | Oslo (Noruega)                  | Medalla de oro    | Persecución |
| 2000                     | Oslo (Noruega)                  | Medalla de bronce | Individual  |
| 2000                     | Oslo (Noruega)                  | Medalla de bronce | Relevo      |
| 2003                     | Janty-Mansisk (Rusia)           | Medalla de oro    | Relevo      |
| 2004                     | Oberhof (Alemania)              | Medalla de oro    | Relevo      |